# Factori ecologici
Factori ecologici este o noțiune care include următorii factori de mediu: factorii abiotici (temperatură, lumină, precipitații, presiune etc.) și factorii biotici (paraziții, dăunătorii, competiția intraspecifică și interspecifică) cu care un organism vine în contact și cu care se intercondiționează reciproc. Factorii de mediu sunt foarte variați, ei pot fi necesari (utili) sau din contră pot fi dăunători pentru ființele vii și, de asemenea pot, să favorizeze sau să împiedice supraviețuirea și reproducerea organismelor.

## Factori abiotici
Factorii ecologici abiotici prezintă un ansamblu de elemente fizice care influențează asupra organismelor vii. Primul factor abiotic se consideră clima, care influențează prin temperatură, umiditate, presiune, prezența luminii. Clima este un factor ce depinde de latitudinea geografică, relief, de zonele climatice unde se dezvoltă organismele. Condițiile de viață se diferențiază în:
- - condiții de macroclimat
- - condiții de mezoclimat
- - condiții de microclimat

## Temperatura
Din elementele climatice principalul factor abiotic este temperatura și este cunoscut că majoritatea organismelor au potențialul de viață  situat din acest p.d.v., între 0-50 °C (grade Celsius), plantele fiind mai rezistente la temperaturi letargice (extrem de minime sau extrem de maxime). Animalele sunt mai putin rezistente la temperaturi letargice, însă există și abateri în acest sens.

### Apa
O altă grupă a factorilor abiotici sunt factorii hidrologici care determină condițiile fizico-chimice pentru viața plantelor și a animalelor în apă.
Altă grupă este umiditatea. Gradul de umiditate este exprimat după formula : K=E/P , unde:
1. K - coeficientul de umiditate
2. P - precipitațiile
3. E - evaporația.

Tot în așa fel se exprimă ariditatea : A=E/P. Dacă K este mai mare decât 1 atunci este surplus de umiditate, daca-i mai mic, atunci este mare evaporația, iar dacă K=1, atunci este normal. Pentru aprecierea umidității pe un teritoriu mai există expresia de indice de umiditate: 
I=P/t+10      unde:
1. I - indice de umiditate
2. P - precipitațiile
3. t - temperatura.

## Factori biotici
Factorii biotici reprezintă forme de acțiune ale ființelor vii, una asupra alteia. Fiecare organism simte permanent asupra sa acțiunea directă sau indirectă a altor ființe,  intră în relații directe cu reprezentanți ai speciei (de plante/animale), cu microorganisme, depinde de ele, și el însuși exercită acțiune asupra lor. Lumea organică ce înconjoară orice ființă vie reprezintă o parte a mediului ei de viață. 

### Biocenoze
Relațiile reciproce dintre organisme constituie baza existenței biocenozelor și populațiilor și studierea lor (între altele) ține de competența ecologiei. Factorii biotici duc la schimbarea dinamicii speciei, la schimbarea fertilității, a felului de comportare a organismelor (sub aspect psihologic) privind influența lor asupra mediului ambiant. Un indice biotic este indicele demografic sau numărul populației speciei de organisme (ce are capacitatea de a se înmulți). Elementul demografic (populația) este invers proporțional și diferit după cum este perceptată duritatea vieții pentru specia în cauză.
O grupă de elemente biotice sunt cele ecologice care exprima purtarea organismelor față de și în legătura cu mediul și alte organisme. 

## Ecologie și factori antropogeni
Factorii antropogeni   sunt forme de activitate a societății omenești ce modifică natura din punct de vedere al calității  mediului de viața pentru alte specii, sau se răsfrânge în mod direct (nemijlocit) asupra vieții lor. Pe parcursul istoriei omenirii, dezvoltarea și înmulțirea activităților "antropogene", la început prin vânat apoi prin agricultură, industrie, transport, a schimbat considerabil natura planetei noastre. Importanța acțiunilor antropogene asupra lumii vii de pe Terra continuă să sporească rapid. Deși omul acționează asupra lumii vii prin modificarea factorilor abiotici și biotici dintre specii, activitatea omului pe Terra trebuie delimitată/definită ca forță aparte ce nu se încadrează în cadrul acestei clasificații. În prezent scoarța învelișului viu și a tuturor speciilor de organisme se află în mâinile societății umane și depinde de acțiunea antropogenă (globală) asupra naturii. Majoritatea factorilor ecologici ca temperatura, umiditatea, vântul, precipitațiile, prezența adăposturilor și paraziții sunt caracterizați de foarte mare variabilitate în timp și în spațiu. Gradul de variabilitate ai fiecăruia din acești factori, pentru speciile în cauză, depinde de particularitățile mediului de viață, de ex: temperatura oscileaza mai mult la suprafața solului, dar la fundul oceanului sau în adâncul mărilor este aproape constantă. Factorii ecologici ai mediului exercită asupra organismelor vii o influență directă și pot acționa ca agenți excitanți, provocând modificări adaptive ale funcțiilor fiziologice și biochimice, condiționând imposibilitatea existenței în condițiile date ca factori modificatori, declanșând modificări anatomice și morfologice ale organismelor.